# Col de la Ramaz
Der Col de la Ramaz ist ein 1619 Meter hoher Gebirgspass in den französischen Alpen. Er befindet sich in der Region Auvergne-Rhône-Alpes im Département Haute-Savoie und verbindet über die D308 die Gemeinden Mieussy im Westen mit Taninges im Osten. Auf der Ostauffahrt wird das Skigebiet Praz De Lys Sommand durchfahren.

## Streckenführung
Die Westauffahrt beginnt in Mieussy und weist auf einer Länge von 14 Kilometern eine durchschnittliche Steigung von 7 % auf. Nach den ersten zwei Kilometern folgt eine kurze Zwischenabfahrt, bei der der vom Pass kommende Bach Foron gequert wird. Auf den anschließenden fünf Kilometern durchquert die Straße bei durchschnittlich über 7 % die Streusiedlung um den Weiler Messy auf dem landwirtschaftlich genutzten Sonnenhang. Nach acht gefahrenen Kilometern folgen die beiden steilsten Kilometer, die im Schnitt nicht unter 10 % fallen. In diesem Abschnitt verläuft die Straße entlang einer felsigen Steilwand mit zwei Lawinenschutzgalerien und einem Tunnel. Oberhalb der Felswand erreicht man einen Talkessel mit der Skistation Sommand und den Almhütten von Ramaz. Hier flacht die Straße deutlich ab. Zum Col hin führt die Straße aus dem Talkessel heraus mit rund 5,5 % auf den letzten vier Kilometern.
Die Ostauffahrt von Taninges kann auf den ersten Kilometern über die D902 und D307 erfolgen. Die beiden Straßen laufen bei Fry in die D328 zusammen, ehe man 7,7 Kilometer vor der Passhöhe links auf die D308 abbiegt. Die anschließenden vier Kilometer verlaufen über fünf Kehren in bewaldetem Gebiet und weisen eine Durchschnittsteigung von über 10 % auf. Vier Kilometer vor dem höchsten Punkt erreicht man den Col de la Savolière, wo sich der Verlauf des Passes erneut verändert. Die Steigung sinkt nun für rund drei Kilometer auf rund 4 % und führt durch das Skigebiet Praz De Lys Sommand. Nachdem das bebaute Gebiet verlassen wurde, führt der letzte Kilometer mit einer Steigung von 9 % auf die Passhöhe. Insgesamt weist die 15,9 Kilometer lange Auffahrt über die D902 eine durchschnittliche Steigung von 6,2 % auf.

## Tour de France
Die Tour de France führte erstmals im Jahr 1981 auf der 18. Etappe über den Col de la Ramaz. Der Franzose Hubert Linard absolvierte die Westauffahrt von Mieussy als erster und sicherte sich die Bergwertung der 1. Kategorie. In den Jahren 2003, 2010 und 2016 fanden weitere Überquerungen über die Westseite statt. Bei der Tour de France 2023 stand der Col de la Ramaz im Rahmen der 14. Etappe erneut auf dem Programm.
| Jahr | Etappe     | Bergwertung  | Erster am Gipfel | Auffahrt       |
| ---- | ---------- | ------------ | ---------------- | -------------- |
| 1981 | 18. Etappe | 1. Kategorie | Hubert Linard    | West (Mieussy) |
| 2003 | 07. Etappe | 1. Kategorie | Richard Virenque | West (Mieussy) |
| 2010 | 08. Etappe | 1. Kategorie | Mario Aerts      | West (Mieussy) |
| 2016 | 20. Etappe | 1. Kategorie | Thomas De Gendt  | West (Mieussy) |
| 2023 | 14. Etappe | 1. Kategorie | Wout van Aert    | West (Mieussy) |